# 抱きしめて!
「抱きしめて!」（だきしめて）は、日本の女性歌手、観月ありさの9枚目のシングル。

## 解説
- 自身が出演した資生堂「海と、太陽の恵みで洗うボディソープ」のTV-CFソング。
- 初のオリコンチャートトップ10落ちとなり、デビューから続いていたトップ10入り記録がここで途切れた。

## 収録曲
1. 抱きしめて!
作詞：永岡昌憲　作曲：星野靖彦　編曲：土方隆行
資生堂 「海と、太陽の恵みで洗うボディソープ」 TV-CFソング。
2. ずっとそばにいて
作詞：永岡昌憲　作曲：星野靖彦　編曲：小西貴雄
3. 抱きしめて!（オリジナル・カラオケ）

## 収録アルバム
- CUTE
- FIORE II Alisa Mizuki Best Song Collection
- HISTORY〜ALISA MIZUKI COMPLETE SINGLE COLLECTION〜
- VINGT-CINQ ANS